# Simone Sabbioni
Simone Sabbioni (ur. 3 października 1996 w Rimini) – włoski pływak specjalizujący się w stylu grzbietowym, brązowy medalista mistrzostw świata na krótkim basenie i dwukrotny mistrz Europy na krótkim basenie w sztafecie zmiennej.

## Kariera
W 2014 roku na mistrzostwach świata na krótkim basenie w Dosze płynął w wyścigu eliminacyjnym sztafet mieszanych 4 × 50 m stylem zmiennym i otrzymał brązowy medal, kiedy Włosi zajęli w finale trzecie miejsce.
Rok później, podczas mistrzostw świata w Kazaniu w konkurencji 100 m stylem grzbietowym z czasem 53,60 uplasował się na dziesiątej pozycji. Na dystansie dwukrotnie krótszym zajął 12. miejsce (25,05). Sabbioni brał także udział w sztafecie mieszanej 4 × 100 m stylem zmiennym, która w finale była szósta.
Kilka miesięcy później, na mistrzostwach Europy na krótkim basenie w Netanji zdobył cztery medale. Został mistrzem Europy w męskiej i mieszanej sztafecie 4 × 50 m stylem zmiennym. Na 50 m stylem grzbietowym wywalczył srebro ex aequo z Brytyjczykiem Chrisem Walkerem-Hebbornem. Obaj pływacy uzyskali czas 23,09. W konkurencji 200 m stylem grzbietowym był trzeci z wynikiem 1:50,75.
W maju 2016 roku podczas mistrzostw Europy w Londynie został wicemistrzem w sztafecie mieszanej 4 × 100 m stylem zmiennym. Na dystansie 100 m stylem grzbietowym zdobył brązowy medal ex aequo z Grekiem Apostolosem Christou (54,19).
Na igrzyskach olimpijskich w Rio de Janeiro w konkurencji 100 m stylem grzbietowym zajął 28. miejsce, uzyskawszy czas 54,91. Płynął również w sztafecie 4 × 100 m stylem zmiennym, która nie zakwalifikowała się jednak do finału i uplasowała się ostatecznie na 11. pozycji.